# Solarenergie-Förderverein Deutschland

Erneuerbare Energien Logo von Melanie Maecker-Tursum

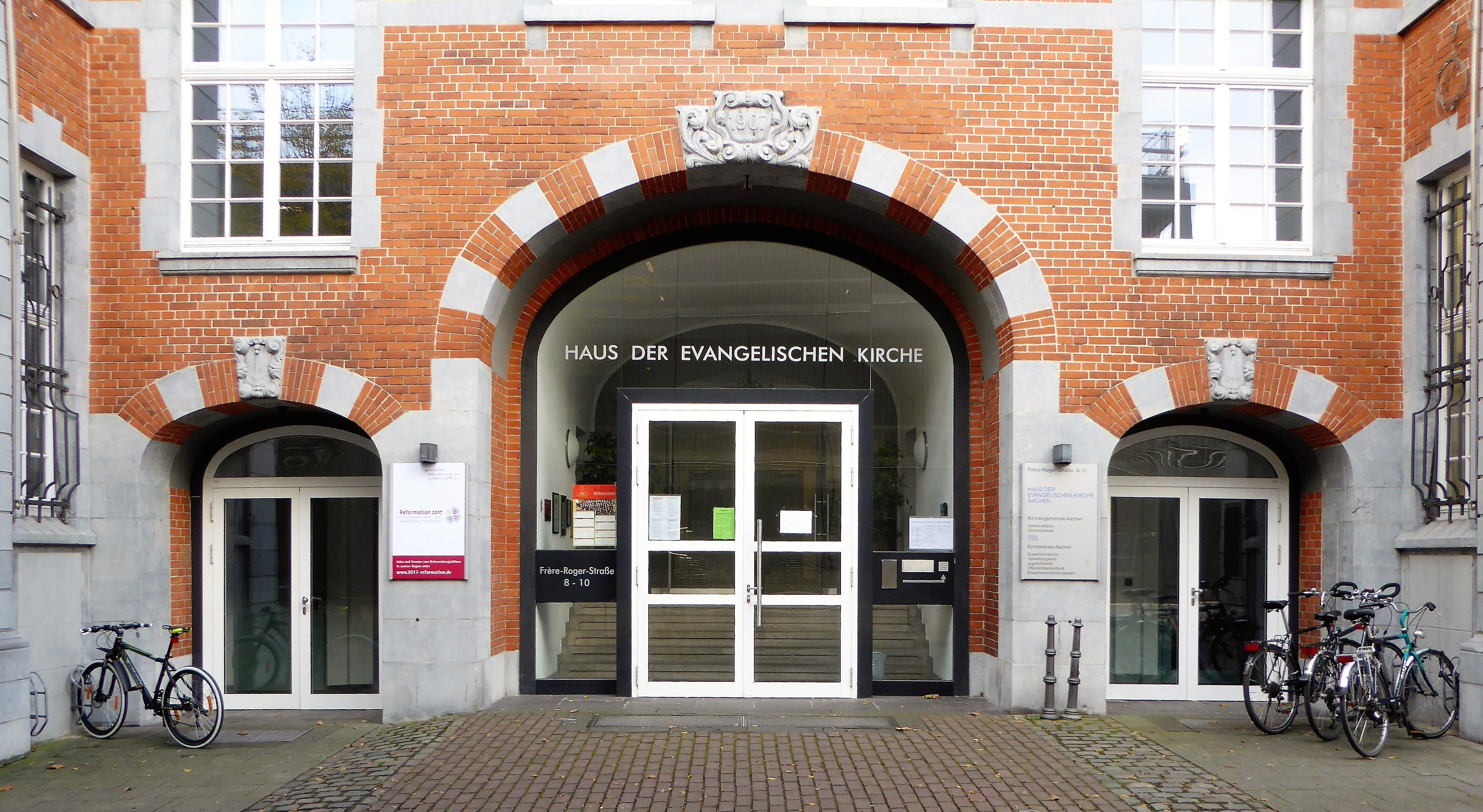
Geschäftsstelle in Aachen in der Frère-Roger-Str. 8–10

Der Solarenergie-Förderverein Deutschland e. V. (SFV) ist ein umweltpolitischer Verein mit Sitz in Aachen, der Öffentlichkeitsarbeit für die Nutzung erneuerbarer Energien betreibt und der für Betreiber von Photovoltaikanlagen einen Beratungsservice anbietet. Er strebt die schnellstmögliche Umstellung der Energieversorgung auf 100 Prozent erneuerbare Energien an und setzt sich für die Rückholung von CO2 mit technischen Mitteln aus der Atmosphäre ein.
Der Solarenergie-Förderverein Deutschland e. V. (SFV) wurde 1986 in Aachen gegründet (ursprünglich „Solarenergie-Förderverein e. V.“ (SFV)). Ihm gehören persönliche Mitglieder (Privatpersonen) sowie Fördermitglieder (ohne Stimmrecht – zumeist Firmen) an.
Er ist als gemeinnützig anerkannt und bundesweit tätig. Gemäß seiner Satzung arbeitet er als Umweltschutzverein.
Der Verein sieht den Klimawandel infolge Nutzung fossiler Energien sowie die Gefährdung durch radioaktive Strahlung bei der Nutzung von Atomenergie als die größten Gefahren für die menschliche Zivilisation an. Er setzt sich daher für 100 Prozent erneuerbare Energien weltweit ein.
Einer der bekanntesten Vorschläge des Vereins ist das sogenannte Aachener Modell, ein Markteinführungsinstrument für erneuerbare Energien, das 1994 erstmals Anwendung fand. Der Grundgedanke des Aachener Modells, die kostendeckende Vergütung, wurde vom SFV erstmals im Jahr 1989 vorgetragen. Er fand im Jahr 2000 Eingang in das Erneuerbare-Energien-Gesetz (EEG) und führte dadurch zu einer raschen Verbreitung von Solaranlagen.
Der Verein erarbeitet Vorschläge zur Markteinführung der erneuerbaren Energien und zur Stromspeicherung (Power-to-X) sowie zur steuerlichen Umstrukturierung der Wirtschaft. Darüber hinaus unterstützt er als bundesweite Interessenvertretung die privaten Solarstromerzeuger und ist nichtständiger Beisitzer bei der Clearingstelle EEG.

## Ziele
Das Hauptziel des Solarenergie-Förderverein Deutschland e. V. ist die rasche, vollständige Umstellung der Energiebereitstellung auf die erneuerbaren Energien, insbesondere auf Sonnen- und Windenergie. Ein weiteres wesentliches Ziel des Vereines ist die Rückholung von CO2 mit technischen Mitteln aus der Atmosphäre. Nationales Handeln soll globale Wirkung erzielen.
Ziele und Grundsätze im Einzelnen sind:
- Den Vorwurf der übermäßigen Kostenbelastung durch das EEG zurückweisen
- Klimawandel ist teuer und gefährdet Leben – erneuerbare Energien so schnell wie möglich – Verzögerungen sind unverantwortlich
- Langfristige Berechenbarkeit der Einspeisevergütungen ist unabdingbar
- Kurze Entfernung zwischen Stromerzeugern, Speichern und Stromverbrauchern – Minimierung des Netzausbaus – Erhöhung der Versorgungssicherheit – Dezentralisierung ist kein Selbstzweck
- Anlagenbetreiber von vermeidbaren Aufgaben freihalten – Vorrang für erneuerbare Energien – Anschluss-, Abnahme- und Vergütungspflicht der Netzbetreiber
- Schwerpunkt auf Onshore-Windenergie (ca. 10 % der Landesfläche) und Solarstrom (möglichst von bereits versiegelten Flächen) – kein Anbau von Biomasse zur Energiegewinnung
- Vergütung für dezentrale Energiespeicherung
- Integration von Pufferspeichern in Photovoltaikanlagen zum Ausgleich stark fluktuierender Solarstromerzeugung vordringlich
- Entwicklung von Langzeitspeichern für Wochen ohne Wind und Sonne
- Netzstabilisierung auch Aufgabe für Solar- und Windanlagen
- Effizienzoffensive durch Verlagerung der Steuerlast von den Lohnkosten auf die Energiekosten[19]
- Rückholung von CO2 mit technischen Mitteln aus der Atmosphäre.[5]

### Stromspeicherung
In den letzten Jahren fordert der Verein verstärkt den Ausbau der Stromspeicher.
Hintergrund dieser Forderung ist der Umstand, dass elektrische Leistung nicht kontinuierlich in gleicher Höhe benötigt wird, sondern bedarfsgerecht. Strom muss physikalisch bedingt sekundengenau dann geliefert werden, wenn er gebraucht wird, da sonst das Stromnetz außer Tritt gerät und schlimmstenfalls zusammen bricht.
Jede Stromproduktion, auch die fossile/atomare, ist grundsätzlich an Speicher gebunden: Kohlekraftwerk (Kohlehalde), Ölkraftwerk (Öltank), Gaskraftwerk (Kavernenspeicher), Kernkraftwerk (Brennstäbe), Wasserkraftwerk (Stausee) usw. Dementsprechend müssen auch für eine vollständige Energieversorgung auf Basis von Erneuerbaren Energien adäquate Speicher zur Verfügung stehen, um auch in einem solchen System eine bedarfsgerechte Energieversorgung sicherstellen zu können. Die entscheidende Frage im Prozess der Systemumstellung ist, ab wann welche neuartigen Speicher bzw. Umwandlungstechnologien (Power to X) zur Verfügung stehen müssen.
Damit ein adäquates Energiespeichersystem zum richtigen Zeitpunkt in ausreichendem Maße zur Verfügung steht, ist aus Sicht des Vereins eine Markteinführung (vergleichbar EEG) zur Erreichung der Technologieentwicklung und Kostendegression notwendig.

## ZeitschriftSolarbriefund Newsletter
Der Verein versendet regelmäßig Newsletter rund um das Thema erneuerbare Energien.
Er gibt die vierteljährlich erscheinende Zeitschrift Solarbrief (ISSN 0946-8684) heraus.

## Geschichte
Der Verein wurde am 15. November 1986 in Aachen als Solarenergie-Förderverein e. V. gegründet und am 1. November 2003 in Solarenergie-Förderverein Deutschland e. V. (SFV) umbenannt.
In seiner Geschichte hat sich der Verein fünf Satzungen gegeben: 1986, 1997, 2003, 2019 und 2024.

## Aktivitäten

### Karikaturen zum Thema Klimawandel und Energiewende
Der SFV veröffentlicht seit vielen Jahren Karikaturen von Gerhard Mester zum Thema Klimawandel und Energiewende.

### Verfassungsbeschwerde wegen unzureichender deutscher Klimapolitik
Am 23. November 2018 haben der BUND und der Solarenergie-Förderverein gemeinsam mit elf Einzelpersonen (unter anderem Josef Göppel, Hannes Jaenicke und Volker Quaschning) eine Verfassungsbeschwerde beim Bundesverfassungsgericht (BVerfG) eingelegt. Mit der ersten Klage dieser Art soll der Handlungsdruck für die Politik erhöht werden, mehr zur Bekämpfung des Klimawandels zu tun. Die Initiative zu dieser Verfassungsklage ging vom SFV aus und wird ausschließlich aus Spenden und Eigenmitteln durch den SFV finanziert.
Im Juni 2024 wurden von mehreren Umweltorganisationen und Einzelpersonen drei Verfassungsbeschwerden („Verfassungsbeschwerde 2.0“) gegen das Klimaschutzgesetz eingereicht. Darunter eine, vom Bund für Umwelt und Naturschutz Deutschland (BUND) gemeinsam mit dem Solarenergie-Förderverein Deutschland.

### Kurzgutachten zu den Grenzen des Ordnungswidrigkeitenrechts und der schulischen Abwesenheit im Zuge derFridays-for-Future-Bewegung
In einem Kurzgutachten vom März 2019 lässt der Solarenergie-Förderverein Deutschland von Felix Ekardt die Grenzen des (deutschen) Ordnungswidrigkeitenrechts bezogen auf schulische Abwesenheiten im Zuge der Bewegung Fridays For Future untersuchen.

## Struktur und Zahlen
Zum Verein gehören verschiedene Info-Stellen, z. B. die SFV-Info-Stelle Nordbayern in Heidenheim oder die SFV-Info-Stelle in Amberg.
Der Gesamtvorstand besteht aus bis zu sieben Vorstandsmitgliedern. Ein Mitglied des Vorstands ist die Geschäftsführerin. Derzeit ist dies Susanne Jung.

## Auszeichnungen
Für das Konzept der „Kostengerechten Vergütung für Solarstrom“ erhielt der SFV 1994 den Deutschen Solarpreis.
2005 (Wolf von Fabeck) und 2024 (Susanne Jung) erhielten die Geschäftsführenden des SFV jeweils den Deutschen Solarpreis in der Kategorie Sonderpreis für persönliches Engagement.